# Сіментон (Пенсільванія)
Сіментон (англ. Cementon) — переписна місцевість (CDP) в США, в окрузі Лігай штату Пенсільванія. Населення — 1657 осіб (2020).

## Географія
Сіментон розташований за координатами 40°41′21″ пн. ш. 75°30′58″ зх. д. / 40.68917° пн. ш. 75.51611° зх. д. (40.689203, -75.516063).  За даними Бюро перепису населення США в 2010 році переписна місцевість мала площу 1,75 км², з яких 1,69 км² — суходіл та 0,07 км² — водойми.

## Демографія
Згідно з переписом 2010 року, у переписній місцевості мешкало 1538 осіб у 608 домогосподарствах у складі 420 родин. Густота населення становила 878 осіб/км².  Було 639 помешкань (365/км²).
Расовий склад населення:
| - 90,0 % — білих - 2,4 % — чорних або афроамериканців - 2,0 % — азіатів - 0,1 % — корінних американців - 3,3 % — осіб інших рас |

До двох чи більше рас належало 2,2 %. Частка іспаномовних становила 6,9 % від усіх жителів.
За віковим діапазоном населення розподілялося таким чином: 22,4 % — особи молодші 18 років, 64,4 % — особи у віці 18—64 років, 13,2 % — особи у віці 65 років та старші. Медіана віку мешканця становила 39,2 року. На 100 осіб жіночої статі у переписній місцевості припадало 90,6 чоловіків;  на 100 жінок у віці від 18 років та старших — 88,6 чоловіків також старших 18 років.
Середній дохід на одне домашнє господарство  становив 68 244 долари США (медіана — 57 839), а середній дохід на одну сім'ю — 80 877 доларів (медіана — 72 283). За межею бідності перебувало 4,9 % осіб, у тому числі 0,0 % дітей у віці до 18 років та 14,2 % осіб у віці 65 років та старших.
Цивільне працевлаштоване населення становило 738 осіб. Основні галузі зайнятості: виробництво — 22,0 %, освіта, охорона здоров'я та соціальна допомога — 15,9 %, будівництво — 12,6 %.